# レイモン・アロン

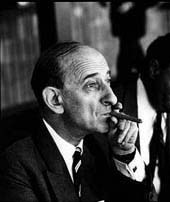
レイモン・アロン (1966年)

レイモン（レモン）・クロード・フェルディナン・アロン（Raymond Claude Ferdinand Aron、1905年3月14日 - 1983年10月17日）は、フランスの社会学者・哲学者・政治学者・ジャーナリスト。

## 来歴
裕福なユダヤ人一家の息子としてパリに生まれる。1924年高等師範学校入学、ここで生涯の友人であり、ライバルとなるジャン＝ポール・サルトルに出会う。1930年～1933年、ドイツ留学。ケルン大学、ベルリン大学で学ぶが、この時ナチスの台頭を目の当たりにすることになる。第二次世界大戦勃発後はフランス空軍に参加するも、フランス敗北後はイギリスへ渡り、自由フランス軍の機関紙の編集に携わる。戦後はフランスに戻り、フランス国立行政学院とパリ政治学院、高等研究実習院で教鞭を執った。1955年以降はソルボンヌ大学、1977年からはコレージュ・ド・フランスで教授を務めた。また、1947年から1977年まで新聞フィガロの論説委員を務め、1977年から亡くなる1983年までは報道週刊誌エクスプレスで筆をふるった。国際政治や戦争論に関する卓越した議論を展開したことでも有名である。
アメリカ芸術科学アカデミー外国人名誉会員（1960年）、エラスムス賞受賞（1983年）。

## 人物
フランスの学生運動の活動家たちのあいだでは、「アロンとともに正しいよりも、サルトルとともに間違った方がいい」と言われていたことがある。
ドイツ留学中に現象学に出会い、サルトルに現象学を伝えたことでも知られている。

## 日本語訳
- 『現代ドイツ社会学』秋元律郎・河原宏・芳仲和夫共訳、理想社、1956年5月。
- 『現代の知識人』渡辺善一郎編訳、論争社「論争叢書」、1960年1月。「知識人の阿片」訳書
- 『現代の社会－組織の時代と個人の復権』松原洋三訳、「現代人の教養12」エンサイクロペディアブリタニカ日本支社、1968年6月。
- 『発展の思想－産業社会を考える三つのエッセイ』浜口晴彦訳、「ダイヤモンド現代選書」ダイヤモンド社、1970年9月。
- 『レイモン・アロン選集』荒地出版社（全4巻）、1970-71年。
  - 『第1巻 自由の論理』 曾村保信訳、1970年2月
  - 『第2巻 変貌する産業社会』 長塚隆二訳、1970年5月
  - 『第3巻 知識人とマルキシズム』 小谷秀二郎訳、1970年7月
  - 『第4巻 歴史哲学入門』 霧生和夫訳、1971年5月
- 『社会学的思考の流れI モンテスキュー コント マルクス トックヴィル』 北川隆吉・宮島喬ほか訳、「叢書・ウニベルシタス」法政大学出版局、1974年6月。ISBN 978-4-588-00052-2
- 『社会学的思考の流れII デュルケム パレート ウェーバー』 北川隆吉・宮島喬ほか訳、「叢書・ウニベルシタス」法政大学出版局、1984年5月。ISBN 978-4-588-00053-9
- 『戦争を考える－クラウゼヴィッツと現代の戦略』 佐藤毅夫・中村五雄訳、政治広報センター、1978年9月。原書第2部のみの訳書
- 『ヴェーバーへの道』川上源太郎訳、福村出版、1982年1月。
- W・A・グロータース共著『対談 知識人たちの阿片－サルトル・カミュ・メルロー＝ポンティ』廣島敏史訳、駿河台出版、1986年4月。ISBN 978-4-411-01665-2
- 『世紀末の国際関係－アロンの最後のメッセージ』柏岡富英ほか訳、昭和堂、1986年9月。
- 『レーモン・アロン回想録』三保元訳、みすず書房、1999年2月-7月。
  - 『1 政治の誘惑』 ISBN 978-4-622-03803-0
  - 『2 知識人としての歳月』 ISBN 978-4-622-03804-7
- ミシェル・フーコーと共著 『レイモン・アロンとの対話』西村和泉訳、水声社〈叢書言語の政治〉、2013年6月。